# Понтиния
Понтиния (итал. Pontinia) — коммуна в Италии, располагается в регионе Лацио, подчиняется административному центру Латина.
Население составляет 13 476 человек (на 2004 г.), плотность населения  составляет 114 чел./км². Занимает площадь 112 км². Почтовый индекс — 04014. Телефонный код — 0773.
Покровительницей населённого пункта считается святая Анна. Праздник ежегодно празднуется 26 июля.

## Города-побратимы
- Утена, Литва
- Виттория, Италия
- Горо, Италия